# Volta do mar

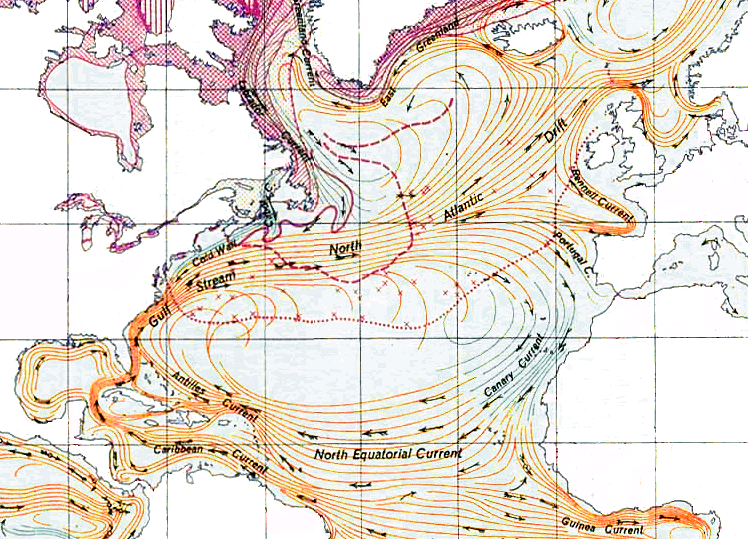
O giro do Atlântico Norte, o conjunto circular de correntes que determina a volta.

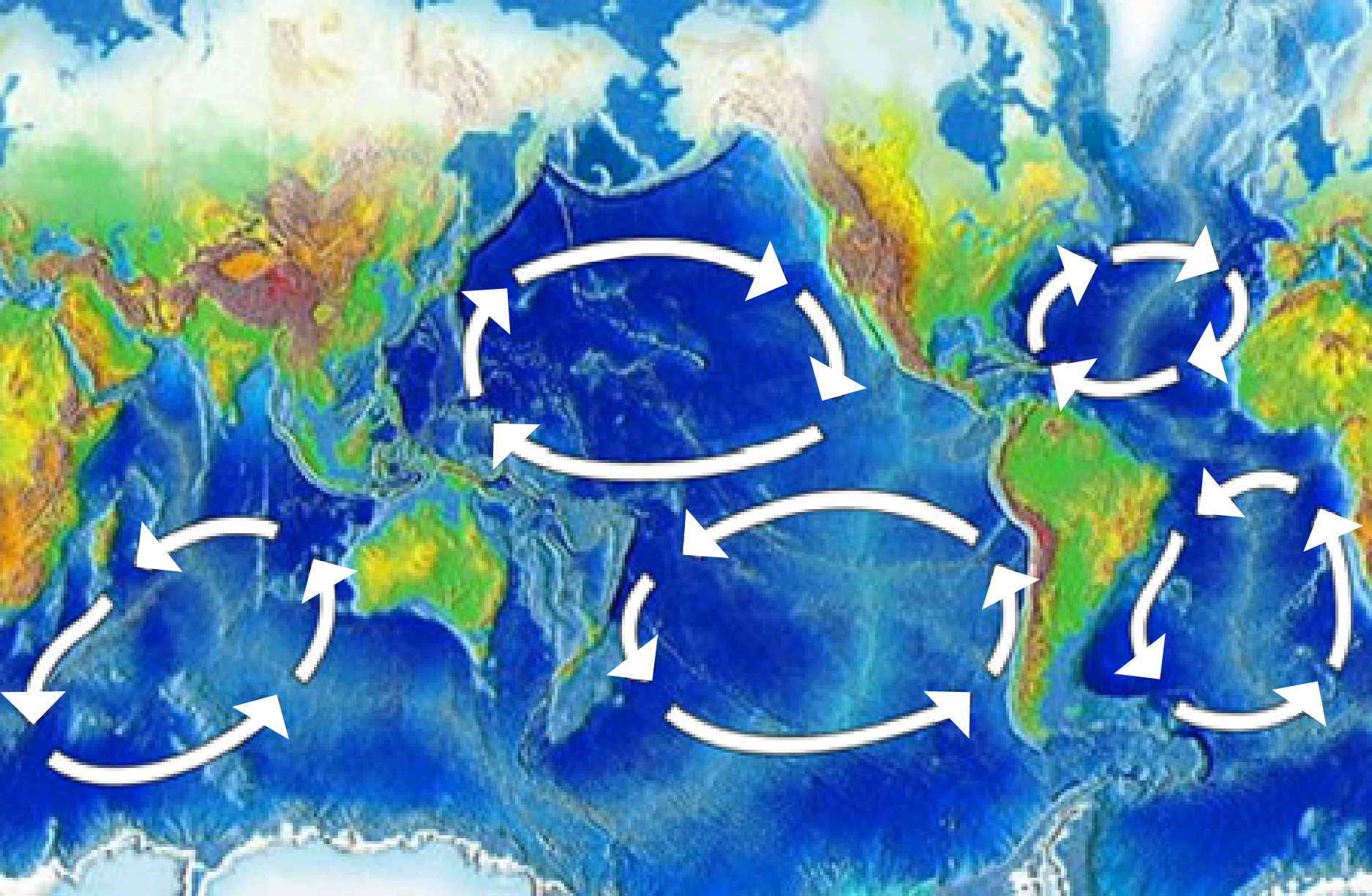
Mapa mostrando a localização das principais correntes e ventos oceânicos giratórios

Volta do mar, volta do Brasil, volta do mar largo, volta do largo, volta da Guiné ou volta da Mina, é uma manobra de navegação utilizada em longas viagens oceânicas, que remonta aos descobrimentos portugueses do século XV. Esta técnica consiste em descrever um largo arco para evitar a zona central de calmaria e aproveitar os ventos e correntes permanentes favoráveis, que giram no sentido dos ponteiros do relógio quando no hemisfério norte, e em sentido contrário no hemisfério sul, devido à circulação atmosférica e ao efeito de Coriolis.

## História
O nome "volta do mar largo" foi cunhado pelos navegadores portugueses no período dos descobrimentos no Oceano Atlântico Norte, quando eram obrigados, no regresso das costas equatoriais africanas, a afastar-se para o mar largo, evitando o Mar dos Sargaços e ganhando o Atlântico Central, para depois rodarem para les-nordeste vindo cruzar as águas dos Açores. Foi citado pela primeira vez no diário de Álvaro Velho, cronista e marinheiro que participou da expedição marítima comandada por Vasco da Gama, que chegou a Índia em 1498.
A importância geoestratégica dos Açores, de Ascensão e de outras ilhas oceânicas deve-se à necessidade de seguir a "volta do largo". No caso do Atlântico Norte, não era possível a navegação directa para as costas europeias, pelo que qualquer navio vindo do hemisfério sul (incluindo os vindos da Índia, China e outras regiões da Ásia via Cabo da Boa Esperança) ou das Caraíbas, era obrigado a cruzar as alturas dos Açores ou um pouco a norte daquelas ilhas. Foi esse efeito que fez da cidade de Angra a universal escala do mar ponente nas palavras do historiador Gaspar Frutuoso.
A  "volta do mar" é também invocada nas controvérsias sobre o descobrimento do Brasil, considerando-se que a sua realização terá levado os portugueses a tomar conhecimento da costa sul americana antes da viagem oficial de descobrimento de Pedro Álvares Cabral.[carece de fontes?]
Um dos argumentos que sustentam essa afirmação consiste na pouca distância entre a rota percorrida à Índia e o Brasil e a vontade de D. João II conhecer o regime de ventos do Atlântico Sul[carece de fontes?], para poderem navegar as suas naus a caminho da Índia. Também, o facto de D. João II, depois da assinatura do Tratado de Tordesilhas, não aceitar a proposta dos Reis Católicos para uma frota conjunta marcar o respectivo meridiano e exigir a deslocação dele para ocidente[carece de fontes?] de forma a, mais tarde, coincidentemente, incluir o Brasil, é outro fator que indica o possível conhecimento da existência do país.
A volta do mar do Atlântico inspirou a descoberta da volta do mar no oceano Pacífico por Andrés de Urdaneta que, em 1565, descobriu um caminho de retorno de Cebu nas Filipinas para o México, inaugurando a rota do chamado galeão de Manila, que concorria com as rotas portuguesas para a Índia.[carece de fontes?]
- Descobrimentos portugueses
- Navegação astronômica
- Era dos descobrimentos